# Francesc Hilari Pané i Sans
Francesc Hilari Pané i Sans (les Borges Blanques, Garrigues, 1955) és un poeta i polític català. Llicenciat en filologia catalana. Ha treballat com a professor d'ensenyament secundari a Lleida. És catedràtic d'institut de llengua i literatura catalana en excedència.

## Trajectòria literària
Als anys vuitanta va ser cofundador i coeditor de la revista Nònius, de formació professional, coeditor de la revista L'Estrof i cofundador del grup poètic La Gralla i la Dalla. És autor de diverses obres de poesia i de prosa: Els llavis de Pandora, Una fosca lluna d'abril (premi Ciutat De Mollerussa), L'ombra dels minarets, Aromes de luxúria, Tendres van ser els dies, Hores d'olivera (premi Miquel Martí i Pol de poesia) i Dames d'escorça.

## Activitat sindical i política
Va ser secretari general del Partit Socialista Unificat de Catalunya (PSUC) a les Terres de Lleida (1982-2003) i president d'Iniciativa per Catalunya-Verds (ICV) a les Terres de Lleida (1985-2001). És membre de la Direcció Nacional d'ICV. Ha estat delegat sindical per Comissions Obreres i membre de la direcció del Sindicat d'Ensenyament de Comissions Obreres (1989-1992).
Conseller a la Paeria de Lleida des del 1995, ha estat conseller delegat d'Educació i president de l'Institut Municipal d'Educació (IME) i del Consell Escolar Municipal, conseller coordinador del Servei de Publicacions de la Paeria, paer tercer, paer quart, president de l'àrea de Participació, Educació i Sostenibilitat, i conseller delegat de Participació Ciutadana i Promoció de la Dona. També fou elegit diputat per ICV a les eleccions al Parlament de Catalunya de 2006 per la circumscripció electoral de Lleida, essent membre de les Comissions d'Agricultura, Ramaderia i Pesca, Política Cultural, Peticions, d'Acció Exterior i de la Unió Europea i de l'Intergrup de Suport a la Bicicleta.

## Obres
- Els llavis de Pandora
- Una fosca lluna d'abril
- L'ombra dels minarets
- Aromes de luxúria
- Tendres van ser els dies
- Hores d'olivera (premi Miquel Martí i Pol de poesia)
- Dames d'escorça
- El vol de les papallones
- Emocions contra la mandra
- Centre històric
- Cristall de roca